# Frères asiatiques
 (juin 2020).
Si vous disposez d'ouvrages ou d'articles de référence ou si vous connaissez des sites web de qualité traitant du thème abordé ici, merci de compléter l'article en donnant les références utiles à sa vérifiabilité et en les liant à la section « Notes et références ».
L'Ordre des frères et chevaliers de Saint-Jean l’évangéliste d'Asie en Europe connu également sous le nom de Frères asiatiques,  (Asiatische Brüder en allemand) est une obédience maçonnique allemande fondée en 1782 après le convent de Wilhelmsbad par Hans Heinrich von Ecker und Eckhoffen (de) et son frère Hans Karl von Ecker und Eckhoffen (de).

## Description
L'ordre fut un précurseur de l'émancipation des Juifs dans l'Allemagne maçonnique en étant la première obédience à les accueillir en son sein, dans le cadre de loges dites de « Melkisédek ».
Le rite s'inspire de la Rose-Croix d'or allemande et des Chevaliers de la lumière. Il comporte aussi une série de cinq grades maçonniques, deux grades de probation et trois grades chevaleresques, à la fois alchimiques et kabbalistiques.
C'est le kabbaliste Ephraim Joseph Hirschfeld (de), mais surtout le frankiste Franz Thomas von Schönfeld, alias Junius Frey, alias Moses Dobruška, qui contribua le plus à donner à ce système maçonnique son contenu kabbalistique.